# 산동초등학교 (전북)
산동초등학교는 대한민국 전북특별자치도 남원시 산동면 태평리에 있는 공립 초등학교이다.

## 학교 연혁
- 1920. 04. 01. 설립인가
- 1921. 04. 01. 산동공립보통학교 개교
- 1923. 09. 01. 태평리 139번지로 이전
- 1927. 02. 24. 제1회 졸업식(남14, 여3, 총 17명)
- 1985. 10. 20. 본관 개축
- 1993. 03. 01. 대상분교장 통폐합
- 1996. 03. 01. 부절국민학교 통폐합, 산동초등학교로 개칭
- 2010. 09. 01. 제21대 강문국 교장 부임
- 2013. 02. 15. 제89회 졸업식(남12, 여4, 계16명, 총 4,813명 졸업)
- 2013. 03. 04. 입학식 - 초등 6학급, 유치원 1학급 편성
- 2013. 12. 23. 2013 전라북도 초등 교육과정 우수학교 선정
- 2014. 02. 14. 제90회 졸업식(남7, 여3, 계11명, 총 4,824명 졸업)
- 2014. 03. 03. 입학식 - 초등 6학급, 유치원 1학급 편성
- 2014. 09. 01. 제22대 김안숙 교장 부임

## 참고 자료
- 산동초등학교 - 한국교육학술정보원 학교알리미